# Dunira obliquilinea
Dunira obliquilinea är en fjärilsart som beskrevs av George Francis Hampson 1925. Dunira obliquilinea ingår i släktet Dunira och familjen nattflyn. Inga underarter finns listade i Catalogue of Life.